# Adonis Idaliou
Adonis Idaliou war ein zyprischer Fußballverein aus Dali.

## Geschichte
Der 1956 gegründete Klub spielte lange Zeit nur im unterklassigen Ligabereich, als Meister der Third Division stieg die Mannschaft 1978 in die Second Division auf. Hinter Aufsteiger Keravnos Strovolou und dem Lokalrivalen Chalkanoras Idaliou verpasste der Klub als Dritter den direkten Durchmarsch in die First Division. Zunächst im Mittelfeld der Tabelle platziert, rutschte der Klub in den Abstiegskampf uns stieg im Sommer 1983 wieder in die Drittklassigkeit ab. Nach dem direkten Wiederaufstieg hielt sich der Klub erneut fünf Jahre in der Second Division.
Als Tabellendritter hinter PAEEK Kyrenia und Enosis Neon THOI Lakatamia qualifizierte sich Adonis Idaliou im Sommer 1992 für die Relegation gegen Ethnikos Assia als Drittletzten der Second Division, konnte sich aber nicht durchsetzen. Zwei Jahre später stürzte der Klub in die Viertklassigkeit, wo die Mannschaft bis zur Drittligarückkehr 1997 spielte. Als Tabellenzweiter hinter ASIL Lysi gelang 2001 der Wiederaufstieg in die Second Division. Als Tabellenschlusslicht mit nur zwei Saisonsiegen stieg der Klub jedoch direkt wieder ab. Nach wechselnden Erfolgen in Meisterschaft und Landespokal belegte die Mannschaft 2010 gemeinsam mit Drittligameister Chalkanoras Idaliou und Anagennisi Deryneia erneut einen Aufstiegsplatz zur Second Division. Mit 13 Punkten auf den von Onisilos Sotira belegten letzten Nicht-Abstiegsplatz verpasste die Mannschaft abermals nach dem Aufstieg den Klassenerhalt. Zunächst spielte der Klub noch um den Aufstieg, im dritten Jahr in der Drittklassigkeit folgte jedoch der erneute Absturz in die Fourth Division. Im Sommer 2015 zog sich der Verein vom Spielbetrieb zurück.